# Grot van Hornos de la Peña
De Grot van Hornos de la Peña is een grot en een archeologische vindplaats van rotskunst in de Spaanse plaats Tarriba (Cantabrië). De rotstekeningen in de grot behoren tot het Solutréen of het Magdalénien.
De grot werd ontdekt door Hermilio Alcalde del Rio in 1903 op enkele kilometers van de Grot van Monte Castillo. Er vond archeologisch onderzoek plaats door Alcalde del Rio, Henri Breuil en Lorenzo Sierra. Tijdens de Spaanse Burgeroorlog werd de grot gebruikt als schuilplaats en werden de rotstekeningen beschadigd. Vanaf 1971 vond er nieuw archeologisch onderzoek plaats door Peter Ucko.
In de grot werden verschillende bewoningslagen gevonden over een periode van duizenden jaren. In de passage naast de ingang werden bewoningslagen uit het Mousterien, Aurignacien, Solutréen en het midden-Magdalénien geïdentificeerd.
De rotstekeningen bevinden zich ook dieper in de grot en bestaan allemaal uit gekerfde tekeningen. De meeste afgebeelde dieren zijn paarden en bizons terwijl herten helemaal ontbreken. In een kleine kamer diep in de grot is een menselijke figuur in profiel gegraveerd in de wand. Deze figuur met een staart en mogelijk een penis is een mengeling tussen een mens en een dier, een 'tovenaar', zoals wel vaker werd afgebeeld in prehistorische rotskunst. Het is onduidelijk of de tekeningen afkomstig zijn uit het Solutréen of het Magdalénien.  